# Добжениця
Добжениця (пол. Dobrzenica) — село в Польщі, у гміні Пражмув Пясечинського повіту Мазовецького воєводства.
Населення — 273 особи (2011).
У 1975-1998 роках село належало до Варшавського воєводства.

## Демографія
Демографічна структура станом на 31 березня 2011 року:
|          | Загалом | Допрацездатний вік | Працездатний вік | Постпрацездатний вік |
| -------- | ------- | ------------------ | ---------------- | -------------------- |
| Чоловіки | 135     | 34                 | 87               | 14                   |
| Жінки    | 138     | 28                 | 82               | 28                   |
| Разом    | 273     | 62                 | 169              | 42                   |